# Astragalus griersonii
Astragalus griersonii — вид квіткових рослин з родини бобових (Fabaceae). Ареал охоплює такі країни: Бутан.

## Середовище
Цей вид відомий лише з типової колекції, зібраної в Ме Ла, Трашіянгце, Бутан, у 1933 році. Його було зафіксовано на висоті 4270 м над рівнем моря. Єдиною загрозою в цій місцевості може бути випас худоби, але невідомо, чи впливає випас на цей вид.